# Ruine Turraccia
Die Ruine Turraccia (= schlechter Turm) ist die Ruine einer Höhenburg auf 768 m ü. M. oberhalb des Dorfes Casaccia im Bergell im schweizerischen Kanton Graubünden. Die Burg stand nah der Stelle, wo der Weg vom Septimerpass in die Strasse vom Malojapass nach Chiavenna einmündete.

## Name
Der Name Turraccia lässt sich ableiten vom italienischen Wort «Torre» (= Turm); verbunden mit dem Pejorativsuffix -accia bedeutet das dann so viel wie «schlechter, böser Turm».

## Anlage
Erhalten hat sich lediglich ein Mauerzahn der Nordecke des quadratischen Turmes mit einer ursprünglichen Seitenlänge von circa 8 Metern. Die Mauerstärke beträgt 1,9 Meter. In der westlichen Abbruchstelle ist die Leibung eines Fensters erkennbar. Reste eines viereckigen Berings sind noch deutlich erkennbar, jedoch völlig eingewachsen. Seine grösste Ausdehnung betrug circa 24 Meter in der Diagonale.

## Geschichte
Schriftliche Unterlagen über Bau und Geschichte der Burg fehlen, sie dürfte jedoch dem Bischof von Chur gehört haben und Sitz eines Vogtes gewesen sein. Die Bauweise verweist auf eine Entstehung um 1200. Wann und warum die Burg verlassen wurde, ist nicht bekannt.

## Galerie

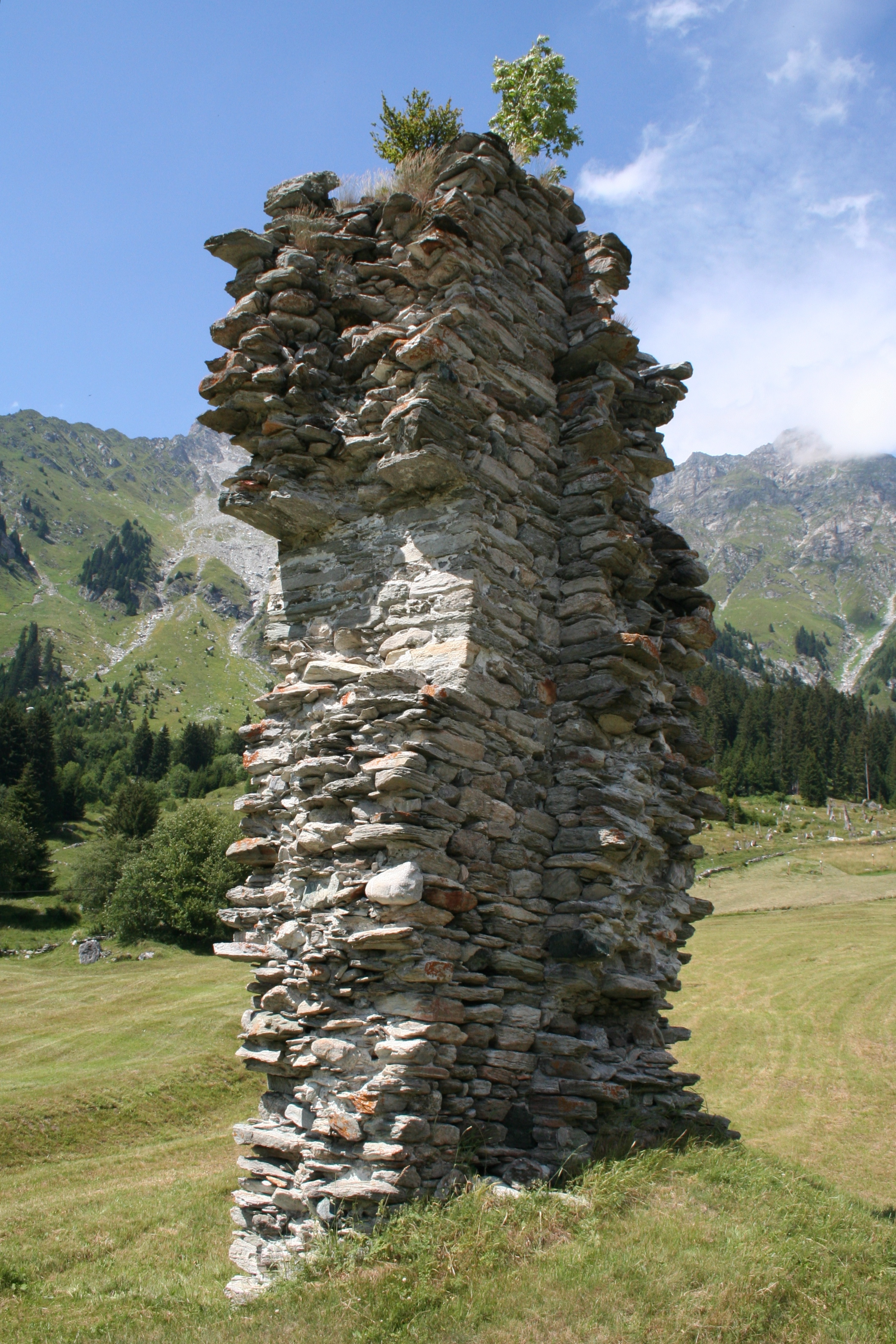
Ansicht von Südosten
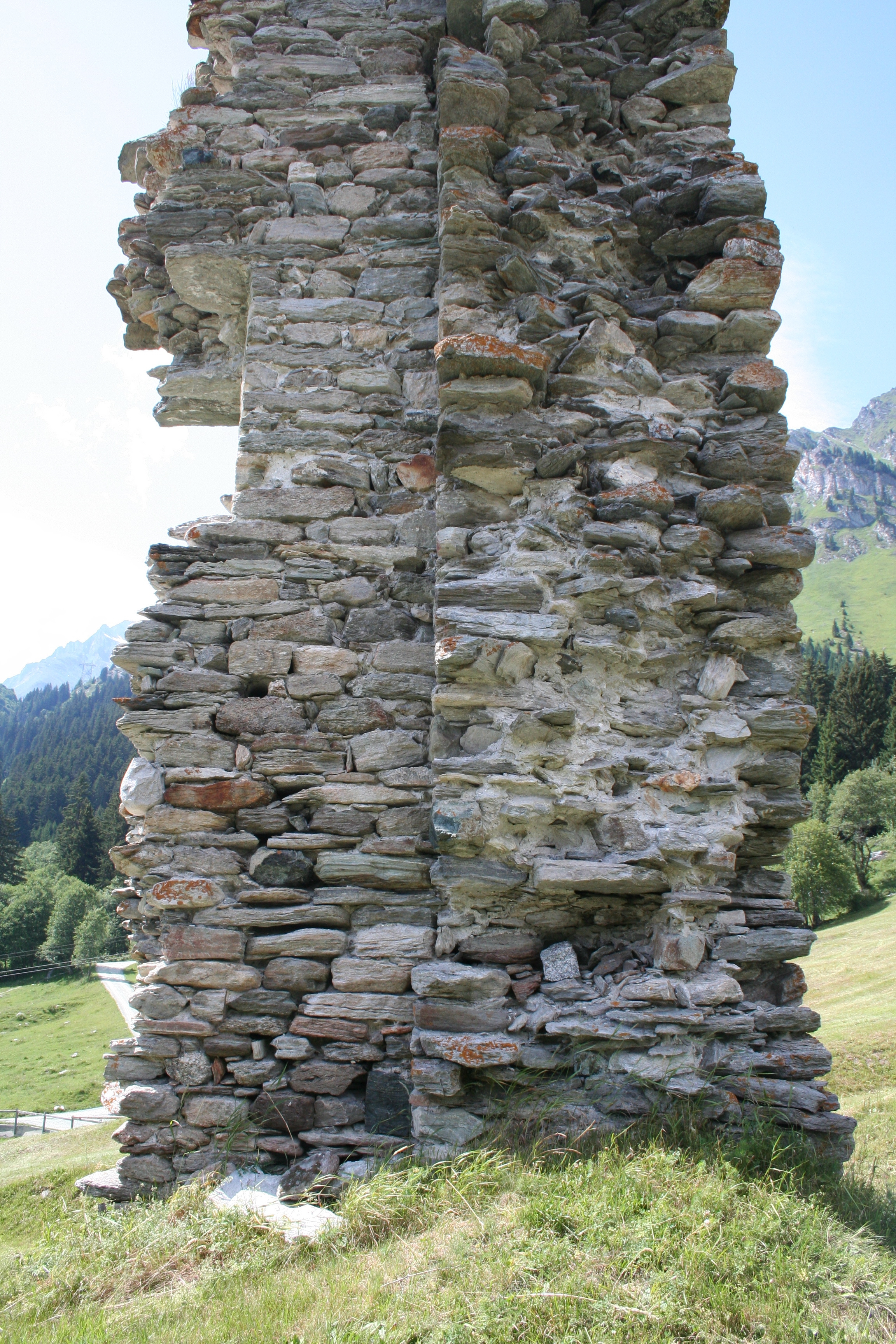
Innere Ecke
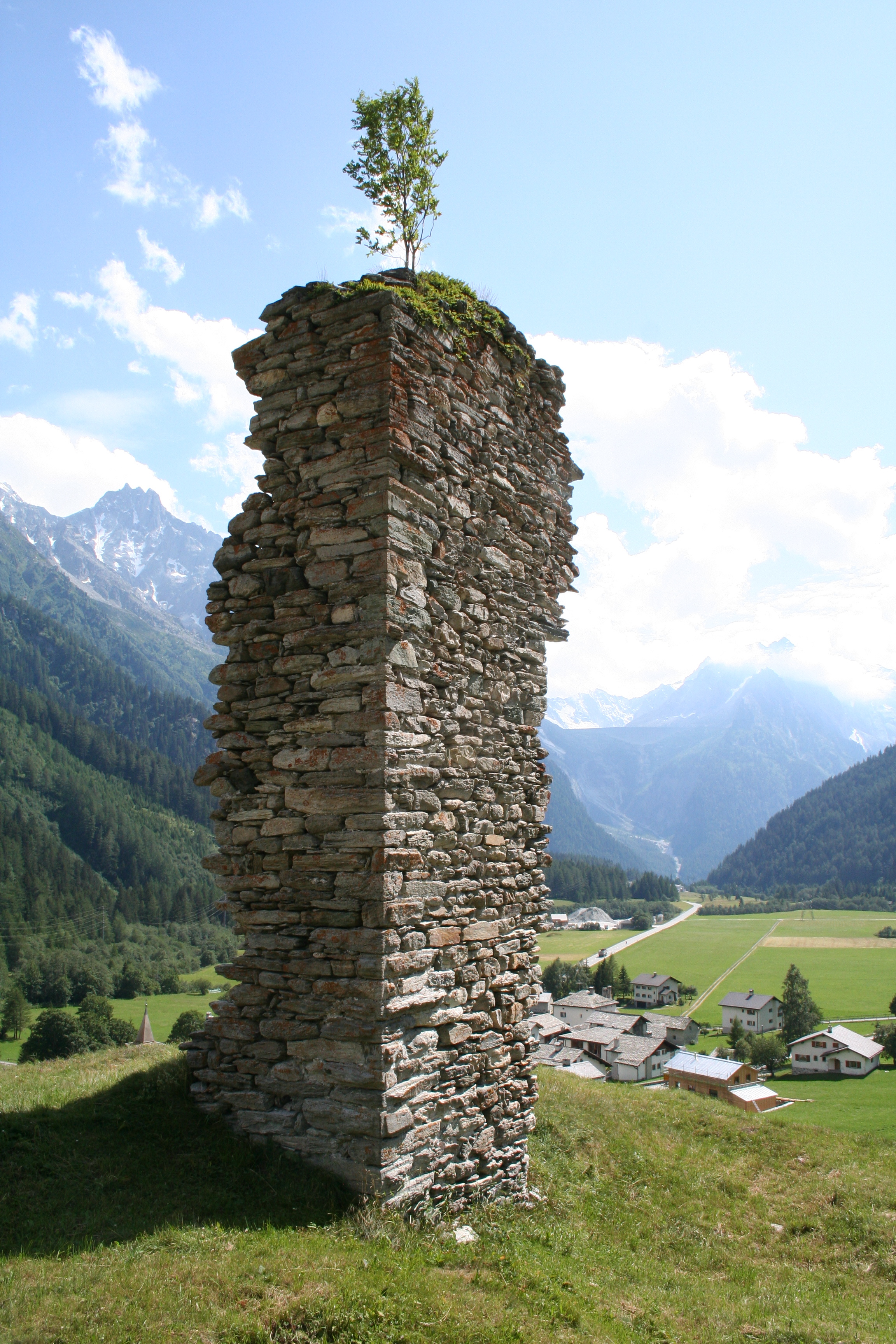
Blick nach Süden
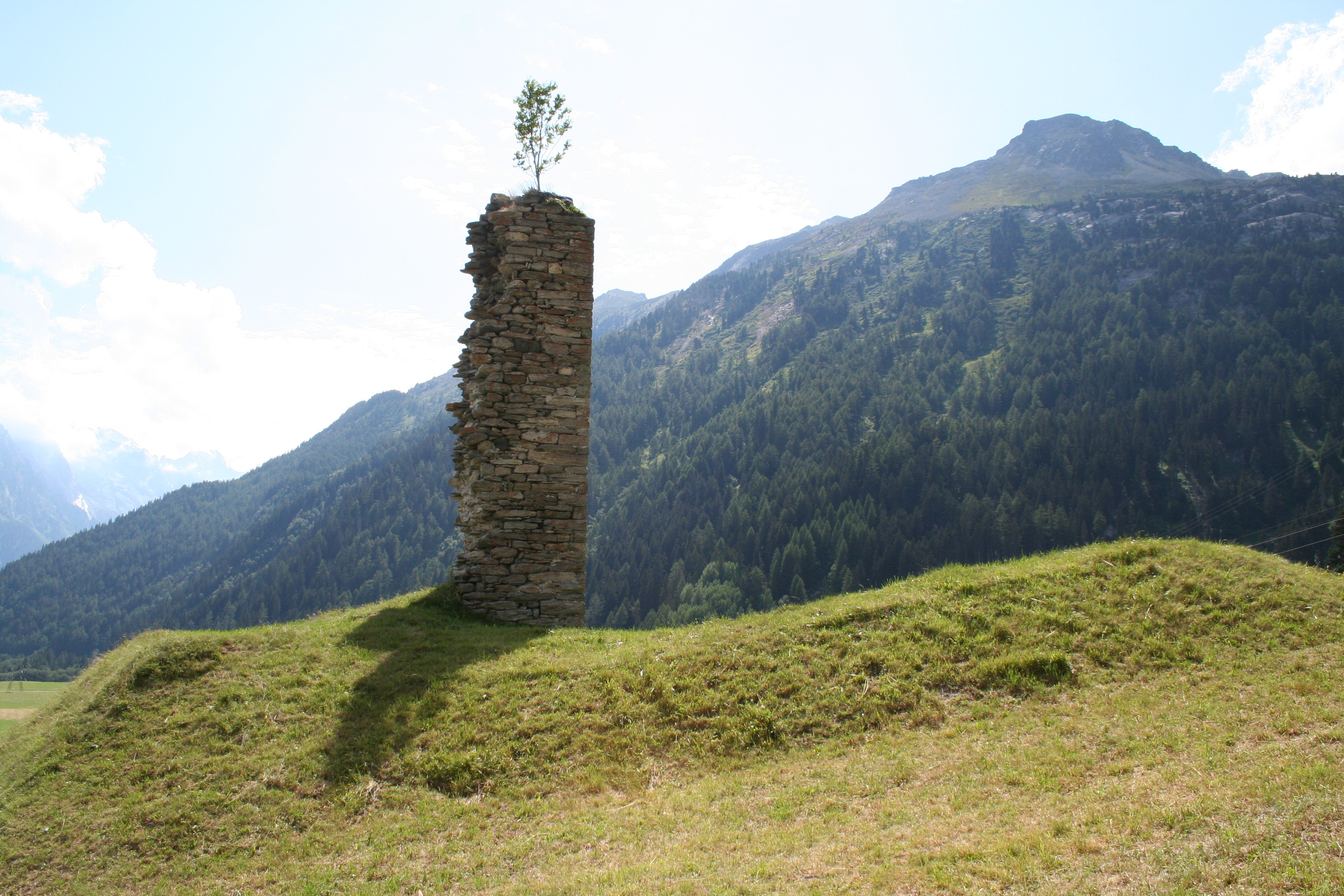
Blick nach Südwesten